# MotoGP 3
MotoGP 3 è un videogioco per PlayStation 2, sviluppato e pubblicato dalla Namco. Basato sulla stagione 2002 della classe MotoGP, il gioco è composto da 100 Sfide.

## Modalità di gioco
- Arcade
- Stagione
- Multigiocatore
- Contro il tempo (Time attack)
- Sfida
- Leggenda

## Piloti giocabili
MotoGP 2002
| Squadra                    | Costruttore | Moto                                           | Piloti                                   |
| -------------------------- | ----------- | ---------------------------------------------- | ---------------------------------------- |
| Antena 3 Yamaha d'Antin    | Yamaha      | Yamaha YZR500                                  | Norick Abe - 6 Pere Riba - 20            |
| Fortuna Honda Gresini      | Honda       | Honda NSR500 Honda RC211V                      | Daijiro Kato - 74                        |
| Gauloises Yamaha Tech 3    | Yamaha      | Yamaha YZR500                                  | Olivier Jacque - 19 Shinya Nakano - 56   |
| Kanemoto Racing            | Honda       | Honda NSR500                                   | Jurgen van den Goorbergh - 17            |
| Marlboro Yamaha            | Yamaha      | Yamaha YZR-M1                                  | Olivier Jacque - 19 Shinya Nakano - 56   |
| MS Aprilia Racing          | Aprilia     | Aprilia RS Cube                                | Régis Laconi - 55                        |
| Pramac Honda               | Honda       | Honda NSR500                                   | Tetsuya Harada - 31                      |
| Proton Team KR             | Proton KR   | Proton KR3                                     | Nobuatsu Aoki - 9 Jeremy McWilliams - 99 |
| Red Bull Yamaha WCM        | Yamaha      | Yamaha YZR500                                  | Garry McCoy - 8 John Hopkins - 21        |
| Repsol Honda Team          | Honda       | Honda RC211V                                   | Tohru Ukawa - 11 Valentino Rossi - 46    |
| Telefónica Movistar Suzuki | Suzuki      | Suzuki GSV-R                                   | Kenny Roberts - 10 Sete Gibernau - 15    |
| West Honda Pons            | Honda       | Honda NSR500 (Capirossi) Honda RC211V (Barros) | Alex Barros - 4 Loris Capirossi - 65     |

Leggende
| Squadra             | Costruttore | Moto          | Pilota             |
| ------------------- | ----------- | ------------- | ------------------ |
| Marlboro Yamaha     | Yamaha      | Yamaha YZR500 | Wayne Rainey - 1   |
| Lucky Strike Suzuki | Suzuki      | Suzuki RGV500 | Kevin Schwantz - 1 |
| Repsol Honda Team   | Honda       | Honda NSR500  | Mick Doohan - 1    |
| Rothmans Honda      | Honda       | Honda NSR500  | Wayne Gardner - 5  |

Fantasy
Questa classe tratta tre piloti fittizi su altrettante moto create dalla Namco. Susumu Hori è disponibile nelle versioni europea e giapponese del gioco.
| Squadra    | Costruttore | Moto             | Pilota              |
| ---------- | ----------- | ---------------- | ------------------- |
| Namco Team | ?           | ?                | Jack Slate - J      |
| Namco Team | ?           | Namco-drillmach1 | Susumu Hori - 0     |
| Namco Team | ?           | Namco-nfr990h    | Hitomi Yoshino - 76 |

## Circuiti
- Suzuka
- Paul Ricard
- Jerez
- Donington
- Motegi
- Mugello
- Catalunya
- Assen
- Le Mans
- Sachsenring
- Brno
- Estoril
- Valencia
- Phillip Island
- Sepang